# Hirta
Hirta (schottisch-gälisch: Hiort) ist die Hauptinsel der schottischen St.-Kilda-Inseln. Die Herkunft des Namens der Insel aus dem irischen oder schottischen Gälisch oder aus dem Norwegischen ist strittig.

## Geographie
Die Insel ist rund 6,7 Quadratkilometer groß. Sie steigt bis zum 430 Meter hohen Conachair an. Die Küstenlinie ist rund 15 Kilometer lang. Die Küste ist größtenteils sehr steil. Es gibt aber in der Nähe der Hirta im Südosten vorgelagerten Insel Dùn einen natürlichen Ankerplatz, die Village Bay. Das unbewohnte Dùn wurde früher als Friedhof genutzt.

## Geschichte
Hirta war als einzige Insel der St.-Kilda-Inselgruppe nachweislich seit rund 2000 Jahren besiedelt. Zeitweilig war die Insel Aufenthaltsort von Wikingern. In neuerer Zeit war die Bevölkerung dagegen schottisch-gälisch. Gelegentlich kam es zu Zuwanderung von den Äußeren Hebriden.
Die Menschen auf Hirta entwickelten eine in Europa einzigartige Lebensweise, die auf dem Fang von Seevögeln in den Klippen der St.-Kilda-Inseln sowie dem Sammeln von Eiern beruhte. Dafür seilten sich die Männer an den Klippen ab. Seefahrt und Fischfang dagegen betrieben sie kaum. Durch die Abgeschiedenheit und das Leben in einer kleinen Gemeinschaft unter unwirtlichen Bedingungen entstand eine Lebensform, die Parallelen zu der von jägerischen Naturvölkern hat.
Eine besondere Bauform stellen die so genannten Cleits oder Cleitean dar. Es sind aus Trockenmauerwerk mehr oder weniger oval geformte Bauten mit Abdeckungen aus Heideplaggen, die zur trockenen Aufbewahrung von Lebensmitteln, Kleidung und Gerät dienten.
Die Einwohnerzahl Hirtas betrug bis in das 20. Jahrhundert rund 100. Durch Abwanderung und Tod sank dann die Zahl so sehr, dass britische Behörden entschieden, die Insel zu räumen. Am 29. August 1930 wurde die Bevölkerung der Insel mit ihrem Umzugsgut zum schottischen Festland gebracht.
Nach 1930 durften nur wenige Menschen zurückkehren. Auf Hirta befindet sich eine Radarstation der Britischen Streitkräfte.  Die letzte ehemalige Einwohnerin von St. Kilda, die im Alter von acht Jahren evakuiert wurde, starb im April 2016.
Hirta gehört mit der St.-Kilda-Inselgruppe sowohl zum UNESCO-Weltnaturerbe als auch seit 1987 zum UNESCO-Weltkulturerbe. Die vorhandenen Häuser der früheren Inselbevölkerung und die Wege werden nach Möglichkeit erhalten.

## Sonstiges
Hirta (in Dienst seit 2008) ist auch der Name eines Schiffes der Scottish Fisheries Protection Authority (SFPA) und der Marine Scotland Compliance (der Offshore-Aufsicht) (IMO 9386794).